# Lattimore

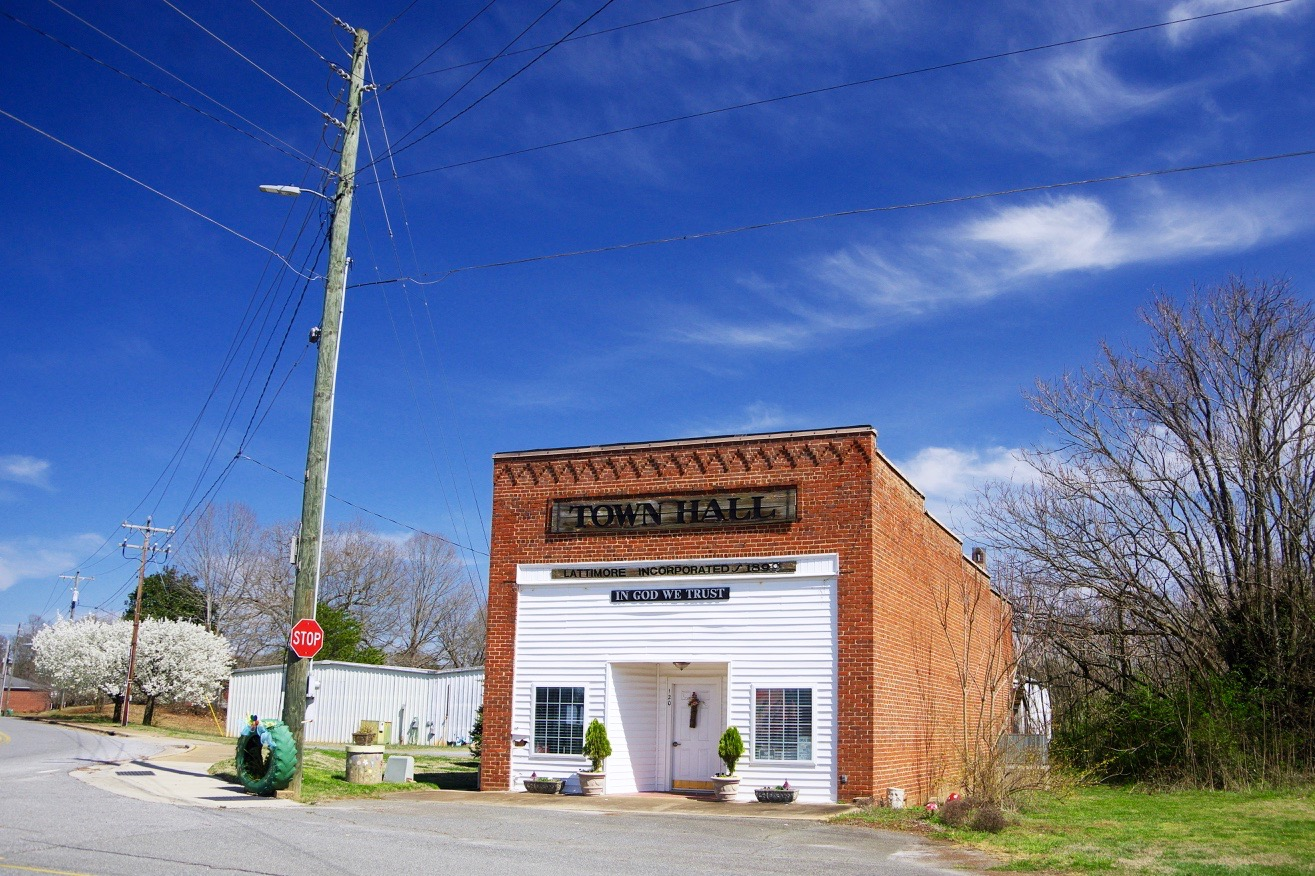
Mairie

La ville de Lattimore est située dans le comté de Cleveland, dans l’État de Caroline du Nord, aux États-Unis. Sa population s’élevait à 488 habitants lors du recensement de 2010, estimée à 459 habitants en 2016.

## Démographie
| 1900 | 1910 | 1920 | 1930 | 1940 | 1950 |
| ---- | ---- | ---- | ---- | ---- | ---- |
| 108  | 297  | 262  | 270  | 342  | 286  |

| 1960 | 1970 | 1980 | 1990 | 2000 | 2010 |
| ---- | ---- | ---- | ---- | ---- | ---- |
| 257  | 257  | 237  | 183  | 419  | 488  |

## Source de la traduction
- (en) Cet article est partiellement ou en totalité issu de l’article de Wikipédia en anglais intitulé « Lattimore, North Carolina » (voir la liste des auteurs).